# Друга истарска бригада
Друга истарска народноослободилачка бригада НОВЈ формирана је 25. септембра 1943. године када су у Истри створени повољнији услови за развој Народноослободилачке борбе након капитулације Италије. Имала је четири батаљона. Заједно с осталим истарским јединицама била је убрзо разбијена током немачке Октобарске офанзиве. Поновно је формирана под истим називом 11. априла 1944. године на Равном код Клане од једног батаљона Прве истарске бригаде „Владимир Гортан“, једног батаљона Првог истарског НОП одреда „Учка“, три чете Другог (пулског) НОП одреда, техничке чете и вода минобацача, укупно 579 бораца.
Бригада је била пребачена у западни део Истре ге је у јулу извршила неколико мањих акција. Крајем августа пребацила се у рејон Коритнице, где је 29. августа ушла у састав 43. истарске дивизије. Средином септембра учествовала је у нападу на Клану, а 10. октобра се поновно вратила у Истру и дејствовала на подручју Лабин, Жмињ, Пићан. Пред надмоћнијим немачким снагама пребацила се прво у рејон Пазина, а потом у новембру, после тешких борби, у рејон Гробника. У јануару и фебруару 1945. године водила је борбе против немачких и усташких снага у ширем рејону Босиљева, а у марту против усташа на подручју Жумберка. У завршним операцијама НОВЈ 1945. учествовала је у ослобођењу Горског котара и Словеначког приморја.